# Ulis Erywań
Ulis Erywań (orm. „Ուլիս“ Ֆուտբոլային Ակումբ Երևան, "Ulis" Futbolajin Akumby Jerewan) – ormiański klub piłkarski z siedzibą w stolicy kraju, Erywaniu.

## Historia
Chronologia nazw:
- 2000–2003: Dinamo-2000 Erywań (orm. «Դինամո-2000» Երևան)
- 2004–2005: Dinamo-Zenit Erywań (orm. «Դինամո-Զենիթ» Երևան)
- od 2006: Ulis Erywań (orm. «Ուլիս» Երևան)

Klub Piłkarski Dinamo-2000 Erywań został założony w 2000. W 2001 klub debiutował w najwyższej lidze Armenii. Następnie zmienił nazwę na Dinamo-2000 Erywań. Na początku 2004 zmienił sponsora i połączył się z klubem Zenit Czarencawan. Nowa drużyna przyjęła nazwę Dinamo-Zenit Erywań. W 2006 klub ponownie zmienił sponsora i zmienił nazwę na Ulis Erywań.

## Sukcesy
- Mistrzostwo Armenii (1 raz): 2011
- Wicemistrzostwo Armenii (1 raz): 2014/15
- Puchar Armenii: półfinalista (2009, 2010)

## Obecny skład
1 sierpnia 2015
| Nr | Poz. | Piłkarz                        |
| -- | ---- | ------------------------------ |
| 1  | BR   | Gor Martirosyan                |
| 2  | OB   | Aslan Kalmanov                 |
| 3  | OB   | Davit Lomaya                   |
| 4  | PO   | Solomon Udo                    |
| 5  | OB   | Ismael Zagre                   |
| 6  | PO   | Armen Tigranyan (kapitan)      |
| 7  | PO   | Nikita Kukaya                  |
| 8  | PO   | Claudio Torrejón (wicekapitan) |
| 10 | NA   | Besik Chimakadze               |
| 11 | PO   | Narek Gyozalyan                |
| 12 | PO   | Dan Sserunkuma                 |
| 13 | PO   | Andrey Shakhkeldyan            |
| 14 | PO   | Narek Davtyan                  |
| 18 | PO   | Zakhar Dilanyan                |
| 19 | PO   | Daniel Özbiliz                 |
| 20 | BR   | Tigran Kandikijan              |

| Nr | Poz. | Piłkarz                |
| -- | ---- | ---------------------- |
| 21 | PO   | Drilon Berisha         |
| 22 | OB   | Artashes Arakelyan     |
| 24 | OB   | Giorgi Kachkachishvili |
| 28 | PO   | Oleksandr Oganisyan    |
| 29 | NA   | Milutin Ivanović       |
| 88 | BR   | Papin Tevosyan         |
|    | OB   | Artak Andrikyan        |
|    | OB   | Aleksander Yushin      |
|    | OB   | Soslan Kalmanov        |
|    | OB   | Karen Avetisyan        |
|    | PO   | Hayk Hunanyan          |
|    | PO   | Davit Zakaryan         |
|    | PO   | Vigen Avetisyan        |
|    | PO   | Mher Harutyunyan       |
|    | PO   | Edgar Harutyunyan      |
|    | NA   | Pavel Kondrakhin       |

## Europejskie puchary
Legenda do wszystkich tabel:
- Q – runda eliminacyjna, 1/16, 1/8, 1/4, 1/2 – odpowiednia faza rozgrywek, Grupa – runda grupowa, 1r gr – pierwsza runda grupowa, 2r gr – druga runda grupowa, F – finał, R – runda, PO – play-off
- k. – rzuty karne, los. – losowanie, Dogr. – dogrywka, w. – zasada bramek strzelonych na wyjeździe

| Sezon   | Rozgrywki     | Runda | Klub                 | Dom | Wyjazd | Ogólnie |
| ------- | ------------- | ----- | -------------------- | --- | ------ | ------- |
| 2010/11 | Liga Europy   | 1Q    | Bene Jehuda Tel Awiw | 0–0 | 0–1    | 0–1     |
| 2011/12 | Liga Europy   | 1Q    | Ferencvárosi TC      | 0–2 | 0–3    | 0–5     |
| 2012/13 | Liga Mistrzów | 2Q    | Sheriff Tyraspol     | 0–1 | 0–1    | 0–2     |
| 2015/16 | Liga Europy   | 1Q    | Birkirkara FC        | 0–0 | 1–3    | 1–3     |